# 爱丁顿光度
爱丁顿光度（英語：Eddington luminosity）或者爱丁顿极限（英語：Eddington limit），是吸积天体所能达到的最大光度。天体在吸积周围介质的同时发出辐射，当吸积物质累积到一定程度，辐射压(光压)会阻止物质进一步下落。此时天体作用在一个粒子上向内的引力与其受到向外的辐射压力达到平衡。平衡的状态被称为流体静力平衡。当一个恒星超过爱丁顿光度，它将从它的外层发起非常强烈的辐射驱动的星风。由于大多数恒星都远低于爱丁顿光度，它们的星风多是由较不强烈的吸收线驱动。爱丁顿光度极限理念却认为，没有恒星是可以在诞生时已有超过150个太阳质量。当一颗恒星的质量达120倍太阳质量以上时，必然会发生猛烈爆炸。超过这个极限时，恒星将会排挤自己，或开始流失质量，直至其内部降低到至恒星可以承受的速率。在理论上，由于恒星风会让许多物质流出，一颗更巨大的恒星不能一直维持如此巨大的质量。爱丁顿光度被激发来解释吸积黑洞的观测亮度，例如类星体。

## 表达式
对于纯粹电离氢，爱丁顿光度的表达式是：
{\displaystyle {\begin{aligned}L_{\rm {Edd}}&={\frac {4\pi GMm_{\rm {p}}c}{\sigma _{\rm {T}}}}\\&\cong 1.26\times 10^{31}\left({\frac {M}{M_{\bigodot }}}\right){\rm {W}}=3.2\times 10^{4}\left({\frac {M}{M_{\bigodot }}}\right)L_{\bigodot }\end{aligned}}}
其中{\displaystyle m_{\rm {p}}}是质子的质量，{\displaystyle \sigma _{\rm {T}}}是电子的汤姆孙散射截面，{\displaystyle M_{\bigodot }}和{\displaystyle L_{\bigodot }}分别是太阳的质量和光度。上式表明天体吸积所能达到的光度与其自身质量成正比，并且太阳的爱丁顿光度是其光度的104倍。
在流体静力学平衡的来源的最大亮度是爱丁顿光度。如果亮度超过爱丁顿光度，则辐射压力驱动一个流失的外流。

## 超级爱丁顿光度
一般说来，普通恒星的光度远远低于爱丁顿光度。伽玛射线暴、新星、超新星爆发可以在很短时间内大大超过爱丁顿光度，导致在短时间的和很高强度的质量损失率。一些X射线联星和活动星系核都能够保持接近爱丁顿光度极限很长的时间。对于吸积动力来源，例如吸积中子星或激变变星（吸积白矮星），极限可以起到减少或切断吸积流，强加给吸积对应于在光度上的爱丁顿极限。恒星质量的黑洞的超级爱丁顿吸积是超亮X射线源（ULXs）一个可能的模式。